# Cyrus McCormick
Pour les articles homonymes, voir McCormick.
Cyrus Hall McCormick, Sr., né le 15 février 1809 dans le Comté de Rockbridge en Virginie et mort le 13 mai 1884 à Chicago dans l'Illinois, est un inventeur américain à l'origine de la moissonneuse-batteuse.

## Biographie
Cyrus McCormick est né en 1809 en Virginie, c'est l'aîné des huit enfants de Robert McCormick (1780–1846) et Mary Ann Polly Hall (1780–1853), dont les parents sont venus d'Écosse. Très jeune, il aide ses parents à la ferme et à 15 ans conçoit un berceau servant à moissonner les blés. Son père a passé 28 ans de sa vie à perfectionner un prototype à énergie chevaline, sans parvenir à mettre au point une version vraiment opérationnelle.
Cyrus McCormick reprit le projet, aidé par Jo Anderson, un esclave de la plantation qui est constituée de plusieurs centaines d'hectares, une scierie, une distillerie et trois moulins à grains, et s'inspirant aussi de machines basées sur les recherches de Patrick Bell, un Écossais. Il a déposé un brevet en 1834 puis a continué à perfectionner sa machine, dont il affirme qu'elle peut abattre 10 acres de céréales par jour.
La Panique de 1837 a causé la faillite de la société familiale, l'un des associés se retirant, mais en 1839 McCormick commence à faire des démonstrations public, il vend le premier exemplaire en 1840, mais aucun en 1841. Puis il en commercialise 7 en 1842, 29 en 1843, et 50 en 1844, tous fabriqués manuellement dans l'atelier familial de Virginie, avec un nouveau brevet déposé en 1845, pour une version améliorée. Après la mort de son père, il déménage l'entreprise à Chicago en 1847, où son frère le rejoint deux ans plus tard, et où ils ouvrent une usine sur les rives de Chicago River, non loin du lac Michigan.
Il met au point sa machine à moissonner, brevetée le 23 octobre 1847, mais en 1848, l'administration lui refuse un nouveau brevet au motif qu'une machine identique vient d'être homologuée quelques mois plus tôt par un concurrent, Obed Hussey. La moissonneuse de McCormick parut à l'Exposition de la Société royale d'Agriculture en 1849 et il prouve lors d'une exposition commerciale à Crystal Palace, à Londres, en 1851, que la sienne est bien plus efficace que celle d'Obed Hussey, en gagnant une médaille d'or. Dès 1850, l'entreprise emploie 120 personnes et plus de 5.000 moissonneuses ont été vendues depuis le départ. Ses inventions contribuent à la modernisation des cultures céréalières.
En 1854, le chemin de fer rejoint le Mississippi à l'ouest de Chicago, ce qui dope la production céréalière et les ventes de Cyrus McCormick. En 1856, il en vend 4000 par an contre seulement sept en 1842 et dirige déjà l'une des plus grandes entreprises d'équipement agricoles au monde. Le journal Wallaces Farmer, créé en 1855 et futur gros tirage de la presse agricole, précède l'arrivée de la nouvelle machine dans les grandes plaines vierges de l'Iowa.
Cyrus McCormick s'appuie également sur un système de crédit pour permettre aux agriculteurs d'acheter ses machines, développé par son frère. Entre 1850 et 1860, sa production de moissonneuses quadruple, passant de 1 000 à 4 120 et lui assurant une part de marché dominante, avec six machines sur dix vendues aux États-Unis.
Mais en 1861, le brevet d'Obed Hussey est étendu et pas celui de McCormick, qui est par ailleurs très proche du parti démocrate, et brouillé avec l'administration républicaine d'Abraham Lincoln, pour ses prises de position sur la Guerre de Sécession. La guerre favorise cependant l'essor de mécanisation agricole aux États-Unis, où près de 70 % des terres mises en culture sont maintenant équipées.
La McCormick Harvesting Machine Company fait depuis 1902 partie de l'International Harvester Company.
En 1884, Cyrus McCormick décède, son épouse et son frère lui succèdent. McCormick vend cette année-là 54 841 machines. Il est enterré au cimetière de Graceland à Chicago.